# 7376 Jefftaylor
7376 Jefftaylor este un asteroid din centura principală, descoperit pe 31 octombrie 1980, de Schelte Bus.